# Gajewo-Zabudowania
Gajewo-Zabudowania (do 1 stycznia 2007 Zabudowania Gajewskie) – część wsi Gajewo w Polsce, położona w województwie kujawsko-pomorskim, w powiecie świeckim, w gminie Nowe. Wchodzi w skład sołectwa Gajewo.
W latach 1975–1998 Gajewo-Zabudowania należało administracyjnie do województwa bydgoskiego.